# Punt de vista (narratologia)
En narratologia, el punt de vista és la perspectiva des de la qual s'explica una història. La forma de transmetre aquesta informació pot ser literària o audiovisual. En el relat pot haver-hi moltes formes de narrar una història; per tant, pot relatar-se des de diversos punts de vista.
En el relat audiovisual els tres eixos decisius de l'ens enunciador són: els narradors, la focalització (el saber), l'ocularització (el veure) i l'auricularització (el sentir); que actuen dialèctica i simultàniament per construir el punt de vista.
L'ordre aplicat a la creació final d'un punt de vista és el següent: l'“aparell” que filma (la càmera) produeix un component visual en actuar sobre el profílmic (localització) que esdevé en un determinat punt de vista que adjudiquem a un narrador o a un personatge (ocularització i auricularització), i sobre el qual es desenvolupa un flux de sabers (focalització). L'enunciació inicial dels fets constitueix el punt de vista en l'origen del discurs, que es veurà dialècticament reformulat mitjançant la lectura/interpretació que esdevé en el punt de vista de l'espectador (en destinació).
Al cinema hegemònic (MRI), es propugnava la transparència enunciativa (el camuflatge de l'enunciador en el discurs), encara que aquesta era gairebé impossible d'aconseguir. Més tard, les intervencions de l'ens enunciador sobre el significant es van fer evidents en pel·lícules com a Ciutadà Kane i van anar progressant al llarg dels anys fins a la considerada "Modernitat Cinematogràfica".

## Sistema de narradors
El narrador és la instància que treballa i dona forma a un determinat relat. Al llarg del mateix, poden ser diverses les instàncies que modifiquen el discurs mitjançant la variació de les relacions entre ens enunciador i espectador implícit.
Es denomina Meganarrador a l'ens conceptual que representa a l'autor real en el discurs, el qual dona motiu a l'existència de narradors de primer o segon nivell, homodiegètics o heterodiegètics, i de manifestació de cerca de la transparència enunciativa o no. Amb relació a la diègesi, si el personatge en qüestió narra la seva pròpia història o visió dels fets, és homodiegètic. Si, per contra, explica esdeveniments viscuts per uns altres, es tracta d'un narrador heterodiegético.

### Marques en el significant
Hi ha ocasions en les quals les entitats enunciadores o meganarradores sembren marques en els textos com: rètols, veus over, moviments de càmera, mostracions del dispositiu, música... entre altres estratègies mostratives que impliquen petjades autorals i plusos de significació, i que per tant, fan una enunciativa no transparent.

### Sutura
El concepte psicoanalític sutura, en la seva aplicació a la teoria fílmica, fa referència a l'acte de lectura a través del qual l'espectador sosté de forma inconscient el discurs “emplenant” les absències entre plànol i plànol i superant els límits que comporta la secció de l'enquadrament. La interiorització de les relacions construïdes pel llenguatge cinematogràfic contribueixen a implementar aquestes el·lipsis inherents al muntatge analític. En aquest sentit, com més es construeixi un determinat relat seguint les directrius i regles de la Manera de Representació Institucional (això és, respectant regles com les dels eixos de mirades i adreça que reforcen la representació d'un espai homogeni i habitable), més transparent resultarà el muntatge i, per tant, més inadvertit passarà l'exercici de sutura realitzat per l'espectador. La versemblança, per la seva banda, sempre que potenciï aquesta mateixa idea d'univers consistent (punt mitjançant recursos expressius com a narratius), ajuda al fet que l'espectador construeixi imaginàriament la resta de món que se sobreentén des de les limitacions dels plànols assemblats.

## Focalització
Transferència del saber a través dels procediments enunciatius del film, sigui de forma directa, en processos de transparència enunciativa, o mitjançant el sistema de narradors. Les relacions de saber poden explicitar-se en relació amb els personatges (saber més, menys o igual que el narrador o l'ens enunciador), però, sobretot, interessa la que s'estableix amb l'espectador, que pot ser de caràcter omniscient (en sistemes de transparència) o intern, si es focalitza el relat en un personatge concret.
Existeixen tres tipus de focalització narrativa: focalització zero, focalització interna i focalització externa.

### Focalització Zero
És l'absència de focalització. En aquest cas no hi ha restriccions pel narrador, qui posseeix tota la informació. Coneix els pensaments dels personatges (pot introduir-se en les seves ments) i tots els esdeveniments de la història. Aquest tipus de focalització és la que correspon al narrador conegut com a narrador omniscient. Un exemple és el narrador de “El conte de l'illa desconeguda”, de José Saramago.

### Focalització interna
La història s'explica des del punt de vista d'un personatge. La perspectiva està, doncs, dins d'un personatge, d'aquí el de focalització interna. El coneixement dels narradors amb aquest tipus de focalització és parcial, subjectiu; no és complet. No coneix tota la informació de la història i el que sap, ho sap influenciat, evidentment per la seva pròpia visió, per la seva pròpia experiència del succeït. Aquest tipus de focalització al narrador protagonista i al narrador testimoni.
Un exemple de focalització interna es presenta en el començament "d'els enamoramientos", la novel·la de Javier Marías.

### Focalització externa
El narrador explica la història des de fora d'ella, és a dir, des d'una perspectiva exterior. Aquest narrador no coneix tots els fets, no pot accedir a la consciència dels personatges, (és el cas del narrador gairebé omniscient o també denominat narrador càmera); o en tot cas pot accedir als pensaments de només un d'ells, habitualment el protagonista (és el cas del narrador equiscient). També pot considerar-se focalització externa el narrador editor (aquell que publica la història o troba un manuscrit). El grau d'informació que maneja és inferior al del narrador omniscient. En línies generals és un narrador objectiu, ja que relata només el que veu sense comprometre's, tot i que el grau d'objectivitat pot variar en el cas de tractar-se d'un narrador equiscient. Aquest últim narrador es pot observar en el començament d'"el procés", la novel·la de Franz Kafka.

## Ocularització
La ocularització, segons François Jost, és la relació entre «el que la càmera mostra i el que el personatge suposadament veu». És a dir, el que veu l'espectador a la pantalla i el que veu el personatge en aquest mateix moment. François Jost crea aquest concepte per deixar clara la diferència entre el visual i el saber.
A partir de la teoria de François Jost, existeixen tres tipus d'ocularització. Aquesta classificació es basa en la creada per Gérard Genette respecte a la focalització però, a més, compta amb un avantatge: la de «evocar l'ull que mira el camp pres per la càmera». Per tant, es poden observar tres tipus: l'ocularització 0, l'ocularització interna i l'ocularització espectadora o externa.

### Ocularització 0
Un personatge és seguit per la càmera mitjançant una panoràmica o travelling de manera que indica moviment. No hi ha relació entre el que la càmera mostra i el que veu el personatge. Té una funció descriptiva.

### Ocularització interna
L'espectador s'identifica amb la mirada del personatge. La ocularització interna pot ser primària i secundària. La ocularització interna primària succeeix dins de la narració on trobem marques enunciatives i enunciadores; com la mirada subjectiva a partir d'escorços del cos fragmentat del personatge que es troba també veient la càmera. Es pot dir que la càmera ocupa la posició dels ulls del personatge i, en moltes ocasions, apareixen insercions d'objectes com el pany d'una porta o una finestra, que apunten que per aquí va a mirar un personatge. Pel que fa a l'ocularització interna secundària, es dona la construcció per muntatge, és a dir, per la relació entre plànols o raccord. Un exemple d'això seria el plà-contraplà (la mirada mostrada pel personatge s'enllaça amb una imatge del que mira en aquest moment).

### Ocularització espectadora
Aquest tipus de ocularització accentua el fet que l'espectador no comparteix el punt de vista amb cap personatge. Té una informació que no té el personatge i és una marca de l'enunciació.

## Auricularització
L'auricularització és el punt de vista sonor o auricular, segons François Jost, i planteja diversos inconvenients, ja que el sentit de l'oïda és més difús que el de la vista. Les tres dificultats de major importància destacades en El relat cinematogràfic serien la localització dels sons, la individualització de l'escolta i la intel·ligibilitat dels diàlegs.
Igual que l'oculariztació, concepte del qual adquireix el seu nom, la auricularització també es divideix en interna (primària i secundària) i 0, eliminant en aquest cas, l'externa o espectadora.

### Auricularització interna primària
El so, soroll o música és escoltat pel personatge i l'espectador al mateix temps. En definitiva, es pretén que l'espectador escolti el mateix que percep el personatge.

### Auricularizatció interna secundària
El so, soroll, o música ve donat pel muntatge i és filtrat pel personatge. Per exemple, quan un personatge es tapa les oïdes i deixa d'escoltar.

### Auricularització 0
Fa referència al moment de pujar o baixar la música quan s'introdueix o es treu un diàleg. Bàsicament ens remet a la musicalització per crear ambient en una escena. El so (normalment bandes sonores) és extradiegètic (fora de la diegesi) de manera que no té cap relació amb els personatges i el relat.